# Cantonul Secondigny
Cantonul Secondigny este un canton din arondismentul Parthenay, departamentul Deux-Sèvres, regiunea Poitou-Charentes, Franța.

## Comune
| Comune               | Populație (1999) | Cod poștal | Cod INSEE |
| -------------------- | ---------------- | ---------- | --------- |
| Allonne              | 639              | 79130      | 79007     |
| Azay-sur-Thouet      | 1.085            | 79130      | 79025     |
| Neuvy-Bouin          | 487              | 79130      | 79190     |
| Pougne-Hérisson      | 366              | 79130      | 79215     |
| Le Retail            | 255              | 79130      | 79226     |
| Saint-Aubin-le-Cloud | 1.762            | 79450      | 79239     |
| Secondigny           | 1.773            | 79130      | 79311     |
| Vernoux-en-Gâtine    | 605              | 79240      | 79342     |